# Pseudocadra
Pseudocadra är ett släkte av fjärilar. Pseudocadra ingår i familjen mott.
Kladogram enligt Catalogue of Life:
| Pseudocadra | \| \| Pseudocadra cuprotaeniella \| \| \| \| \| \| Pseudocadra exiguella \| \| \| \| \| \| Pseudocadra micronella \| \| \| \| \| \| Pseudocadra obscurella \| \| \| \| |
|             | \| \| Pseudocadra cuprotaeniella \| \| \| \| \| \| Pseudocadra exiguella \| \| \| \| \| \| Pseudocadra micronella \| \| \| \| \| \| Pseudocadra obscurella \| \| \| \| |
|             | Pseudocadra cuprotaeniella |
|             | |
|             | Pseudocadra exiguella |
|             | |
|             | Pseudocadra micronella |
|             | |
|             | Pseudocadra obscurella |
|             | |